# 宮﨑一彰
宮﨑 一彰（みやざき かずあき、1975年4月24日 - ）は、高知県四万十市出身の元プロ野球選手（内野手）で、現在は日本競輪選手会高知支部所属の競輪選手。

## 来歴・人物
明徳義塾高校では2年夏に甲子園出場、星稜高校との松井秀喜5打席連続敬遠があった試合でも、控え選手としてベンチ入りしていた。
高校卒業後は法政大学に入学、同期には真木将樹らがおり、4年生の時にレギュラーを獲得。4年秋にはベストナインに選出され第28回明治神宮野球大会で準優勝したが、ドラフト会議では指名されなかった。
大学卒業後は社会人野球のいすゞ自動車に進んだが、約半年で退社し、1999年にアメリカ独立リーグ・ノーザンリーグのアディロンダック・ランバージャックスに入団。レギュラーとして活躍し、その年の新人賞を獲得。そんな時、巨人が興味を持っているとの連絡を受け帰国。入団テストを経て1999年のドラフト会議で巨人にドラフト7位で指名され入団する。
主に二塁手だが、二軍では毎年のように遊撃手・三塁手・外野手など複数ポジションで起用され、期待される存在であった。入団1年目の2000年にはフレッシュオールスターゲームに出場。巨人時代は俊足を生かして早く1つ盗塁をしたいと話していたが、なかなか盗塁を決められず、ようやく決められた2003年のオフに戦力外通告を受け、西武に移籍した。2006年シーズンオフ、西武より戦力外通告を受けた。
2008年、四国・九州アイランドリーグ・高知ファイティングドッグスの選手兼任コーチに就任した。アイランドリーグで両方を兼任するのは宮﨑が最初である。ただし、選手としての出場は1試合にとどまった。シーズン終了後に退団。
この後、西武時代に西武園競輪場で初めて競輪を観戦したことやアイランドリーグ時代に香川オリーブガイナーズの選手との会話の中で、競輪選手の知り合いが居るとの話を聞き、その香川の選手を伝に紹介してもらい、以前から漠然と考えていた競輪選手への転向を決意する。

### 競輪選手時代
競輪選手の野本博俊（高知・56期）に弟子入りし、2009年7月17日、日本競輪学校第99期一般入学試験（適性試験）に合格した。同年11月25日に入学。
2010年10月15日、同校を卒業。在校競走成績は87戦0勝で第62位。同年11月1日付で競輪選手登録された。
2011年1月12日、高知競輪場でデビューし8着。初勝利は翌13日の同場。
また、一時期は高知県のミタニ建設工業の軟式野球部にも所属。背番号は26。デビュー戦（2013年10月26日）の初打席で初安打を打つ。

## 野球選手としての特徴
小柄を生かした俊足と、ファイト溢れるプレーが持ち味。内外野すべてのポジションをこなせるユーティリティープレーヤーであった。

## 詳細情報

### 年度別打撃成績
| 年 度     | 球 団     | 試 合 | 打 席 | 打 数 | 得 点 | 安 打 | 二 塁 打 | 三 塁 打 | 本 塁 打 | 塁 打 | 打 点 | 盗 塁 | 盗 塁 死 | 犠 打 | 犠 飛 | 四 球 | 敬 遠 | 死 球 | 三 振 | 併 殺 打 | 打 率 | 出 塁 率 | 長 打 率 | O P S |
| --------- | --------- | ----- | ----- | ----- | ----- | ----- | -------- | -------- | -------- | ----- | ----- | ----- | -------- | ----- | ----- | ----- | ----- | ----- | ----- | -------- | ----- | -------- | -------- | ----- |
| 2000      | 巨人      | 4     | 2     | 2     | 0     | 1     | 0        | 0        | 0        | 1     | 0     | 0     | 1        | 0     | 0     | 0     | 0     | 0     | 0     | 0        | .500  | .500     | .500     | 1.000 |
| 2002      | 巨人      | 23    | 26    | 23    | 5     | 6     | 0        | 0        | 0        | 6     | 2     | 0     | 2        | 0     | 0     | 3     | 0     | 0     | 4     | 0        | .261  | .346     | .261     | .607  |
| 2003      | 巨人      | 28    | 26    | 21    | 5     | 5     | 1        | 0        | 0        | 6     | 1     | 1     | 1        | 1     | 0     | 4     | 0     | 0     | 3     | 0        | .238  | .360     | .286     | .646  |
| 2004      | 西武      | 6     | 8     | 8     | 0     | 0     | 0        | 0        | 0        | 0     | 0     | 0     | 0        | 0     | 0     | 0     | 0     | 0     | 4     | 0        | .000  | .000     | .000     | .000  |
| 2005      | 西武      | 10    | 7     | 7     | 2     | 1     | 0        | 0        | 0        | 1     | 0     | 1     | 0        | 0     | 0     | 0     | 0     | 0     | 1     | 0        | .143  | .143     | .143     | .286  |
| 通算：5年 | 通算：5年 | 71    | 69    | 61    | 12    | 13    | 1        | 0        | 0        | 14    | 3     | 2     | 4        | 1     | 0     | 7     | 0     | 0     | 12    | 0        | .213  | .294     | .230     | .524  |

### 記録
- 初出場：2000年9月27日、対ヤクルトスワローズ25回戦（明治神宮野球場）、7回表に村田善則の代打で出場
- 初安打：同上、9回表に高津臣吾から一塁内野安打
- 初先発出場：2002年8月7日、対横浜ベイスターズ17回戦（横浜スタジアム）、8番・二塁手として先発出場
- 初打点：2002年8月18日、対中日ドラゴンズ23回戦（ナゴヤドーム）、2回表にマーチン・バルガスから右前適時打
- 初盗塁：2003年5月4日、対広島東洋カープ6回戦（東京ドーム）、2回裏に二盗（投手：クリス・ブロック、捕手：石原慶幸）

### 背番号
- 88（2000年 - 2001年）
- 60（2002年 - 2003年）
- 43（2004年 - 2006年）

### 登録名
- 宮崎 一彰（みやざき かずあき、2000年）
- 宮﨑 一彰（みやざき かずあき、2001年 - 2006年）